# Жан Марі Шересталь
Жан Марі Шересталь (фр. Jean Marie Chérestal; нар. 18 червня 1947) — прем'єр-міністр Гаїті з березня 2001 до березня 2002 року.